# Ларрі Голмс
Ларрі Голмс (англ. Larry Holmes; нар. 3 листопада 1949, Катберт, Джорджія, США) — американський професійний боксер, який виступав у важкій ваговій категорії. Чемпіон світу у важкій вазі за версіями «WBC» (1978-1983), «IBF» (1984-1985), «The Ring» (1980-1985). Переміг 20 бійців за титул чемпіона світу у важкій вазі. «Боксер року» за версією часопису «Ринг» (1982). «Боксер року» за версією BWAA (1978). Включений у «Міжнародний зал боксерської слави» (2008), та у «Всесвітній зал боксерської слави» (2007). У рейтингу «Ring Magazine pound for pound» займав 3 місце у 1983-1984 роках.

## Життєпис
Ларрі Голмс народився 3 листопада 1949 року в місті Катберт (Джорджія),  у сім'ї Джона та Флоссі Голмс. Коли Ларрі було шість років, його сім'я переїхала з Джорджії в Пенсильванію, у місто Істон. 
Будучи підлітком, Ларрі навчався боксу в місцевому молодіжному центрі. 
У 1970 році Голмс почав свою любительську кар'єру. На любительському рингу він здобув 19 перемог при трьох поразках.
У 1973 році Ларрі Голмс вирішує перейти в професіонали. Як пояснює сам Ларрі, йому потрібні були гроші та набридло битися за символічні призи.